# Gefährliche Liebschaften (1988)
Gefährliche Liebschaften (Originaltitel: Dangerous Liaisons) ist ein britisch-US-amerikanisches Filmdrama aus dem Jahr 1988. Unter der Regie von Stephen Frears sind Glenn Close, John Malkovich und Michelle Pfeiffer in den Hauptrollen zu sehen. Als Vorlage für den Film über verhängnisvolle Affären und Intrigen des französischen Adels während des 18. Jahrhunderts diente das Bühnenstück Les Liaisons Dangereuses von Christopher Hampton, das wiederum auf dem gleichnamigen Briefroman von Choderlos de Laclos beruht. Der Film wurde am 16. Dezember 1988 uraufgeführt und war 1989 für sieben Oscars nominiert, von denen er drei für das Drehbuch, die Kostüme und das Szenenbild gewinnen konnte.

## Handlung
Frankreich zur Zeit des Ancien Régime: Die verwitwete Marquise de Merteuil wurde von ihrem Liebhaber Bastide verlassen und will sich dafür an ihm rächen. In ihrem Auftrag soll der Vicomte de Valmont, mit dem sie einst ebenfalls ein Verhältnis pflegte, Bastides jungfräuliche Braut, Cécile de Volanges, noch vor der Hochzeitsnacht verführen. Valmont, dem sein Ruf als großer Verführer mehr bedeutet als alles andere, empfindet jedoch die Aufgabe als zu leicht, zumal ihm eine andere bereits vorschwebt. Er hat es sich zum Ziel gemacht, die tugendhafte und für ihre strenge Moral bekannte Madame de Tourvel zu verführen, deren Ehemann gerade den Vorsitz eines Prozesses im fernen Burgund innehat. Sollte es Valmont gelingen, Madame de Tourvel zu erobern und einen schriftlichen Beweis vorzulegen, will die Marquise eine Nacht mit Valmont verbringen.
Madame de Tourvel, die derzeit bei Valmonts Tante Madame de Rosemonde zu Gast ist, hat bereits von Valmonts Ausschweifungen gehört und ist ihm gegenüber entsprechend reserviert, als er seiner Tante ebenfalls einen Besuch abstattet. Um herauszufinden, wer Madame de Tourvel vor ihm gewarnt hat, beauftragt Valmont seinen Kammerdiener Azolan, ihm Madame de Tourvels Briefe zu beschaffen. Diese wiederum setzt einen Spion auf Valmont an, als dieser – sich seines Verfolgers bewusst – in einem Dorf die Schulden eines armen Mannes bezahlt und unter den Bedürftigen Almosen verteilt. Madame de Rosemonde ist über die Großzügigkeit ihres Neffen hocherfreut und auch Madame de Tourvel zeigt sich positiv überrascht. Als er ihr jedoch seine Liebe gesteht und sie bedrängt, seinem Werben nachzugeben, bittet ihn Madame de Tourvel abzureisen. Bevor er den Wohnsitz seiner Tante verlässt, erfährt er, dass es Céciles Mutter Madame de Volanges war, die Madame de Tourvel über seinen lasterhaften Lebenswandel in Kenntnis gesetzt hat.
Als Cécile, die bis vor kurzem im Kloster lebte und nun den weit älteren Bastide heiraten soll, sich in ihren Harfenlehrer, den Chevalier Danceny, verliebt, bittet das unerfahrene Mädchen die Marquise um Rat. Die Marquise, die seit ihrer Jugend die Kunst der Verstellung beherrscht, erklärt sich bereit, Cécile bei ihrem Briefwechsel mit Danceny zu helfen, verrät jedoch anschließend das Versteck der Briefe an Madame de Volanges und meint, dass ein Aufenthalt auf dem Land fern von Danceny das Beste für Cécile wäre. Madame de Volanges und ihre Tochter finden sich schließlich bei Madame de Rosemonde ein, wo auch Valmont erneut eintrifft. Mit einer Kopie von Céciles Zimmerschlüssel gelangt Valmont eines Nachts zu Cécile und verführt sie. Verzweifelt wendet sich Cécile in einem Brief an die Marquise, die ihr rät, sich in der Kunst der Liebe von Valmont unterrichten zu lassen und sich neben der Ehe Liebhaber zu halten. Cécile beginnt nun neben der Affäre mit Valmont ein Verhältnis mit Danceny. Sie wird schwanger, erleidet aber eine Fehlgeburt.
Valmonts Hauptaugenmerk liegt weiterhin auf Madame de Tourvel. Alles, was sie ihm jedoch anbietet, ist ihre Freundschaft. An einem verregneten Abend bedrängt er sie in ihrem Zimmer ein weiteres Mal. Sie fleht ihn an, sie zum Wohle ihres Seelenfriedens zu verlassen, lässt sich dann aber von ihm auf ihr Bett tragen. So kurz vor seinem Ziel hat Valmont plötzlich Mitleid mit ihr und geht. Madame de Tourvel, die sich eingesteht, dass sie sich in ihn verliebt hat, reist noch in derselben Nacht ab. Die Marquise, die sich in der Zwischenzeit Danceny zum Liebhaber genommen hat, verhöhnt Valmont dafür, seine Chance bei Madame de Tourvel nicht genutzt zu haben. Als Valmont Madame de Tourvel aufsucht und ihr zu verstehen gibt, dass er sich umbringen werde, wenn er sie nicht haben kann, gibt sie ihren Widerstand auf und verbringt die Nacht mit ihm. Valmont berichtet der Marquise umgehend von seinem Triumph, doch verlangt diese den schriftlichen Beweis. Als er ihr einen Brief von Madame de Tourvel vorlegt, weigert sich die eifersüchtige Marquise, ihr Versprechen einzulösen, und meint stattdessen, dass er sich mit seiner offensichtlichen Vernarrtheit in diese eine Frau lächerlich mache und seinen Ruf aufs Spiel setze. Weil er sich selbst für seine Gefühle schämt, geht Valmont zu Madame de Tourvel und sagt ihr, dass er von ihr gelangweilt sei und sie mit anderen Frauen betrogen habe.
Die Marquise frohlockt darüber, Valmont dazu gebracht zu haben, der einzigen Frau, die er je wirklich geliebt hat, das Herz zu brechen. Zudem lässt sie Danceny wissen, dass Valmont Cécile verführt hat. Mit seinen Gedanken bei Madame de Tourvel lässt sich Valmont beim darauffolgenden Duell mit Danceny absichtlich in dessen Degen fallen. Im Sterben liegend, warnt er Danceny vor der Marquise und bittet ihn, Briefe, die den wahren Charakter der Marquise entlarven, in Umlauf zu bringen und Madame de Tourvel zu berichten, dass sie das einzig wahre Glück in seinem Leben gewesen sei und es ihm leid tue, sie derart verletzt zu haben. Madame de Tourvel, die sich von ihrer Trennung nicht hatte erholen können, stirbt kurz nach Dancenys Besuch an gebrochenem Herzen. Die Marquise ist über Valmonts Tod am Boden zerstört. Als sie dennoch die Oper besucht, wird sie vom Publikum ausgebuht. Sie sieht sich gezwungen, ihre Loge wieder zu verlassen, und schminkt sich vor ihrem Spiegel ab.

## Hintergrund

### Vorlage und Besetzung
Christopher Hamptons Bühnenstück Les Liaisons Dangereuses nach Choderlos de Laclos’ gleichnamigem Briefroman wurde erstmals 1985 von der Royal Shakespeare Company in Stratford-upon-Avon aufgeführt und später mit Lindsay Duncan und Alan Rickman auch in London und am Broadway erfolgreich inszeniert. Für Stephen Frears’ Leinwandadaption, die nach Erfolgen wie Mein wunderbarer Waschsalon (1985) und Sammy und Rosie tun es (1987) dessen Hollywood-Debüt werden sollte, schrieb Hampton auch das Drehbuch.
Bei der Besetzung der Rollen dachte Regisseur Stephen Frears zunächst an britische Darsteller wie Daniel Day-Lewis, entschied sich dann aber mit Glenn Close, John Malkovich und Michelle Pfeiffer für bekannte US-amerikanische Schauspieler, die seiner Meinung nach – passend für seine lebhafte Vision des Films –, weniger Reserviertheit zeigten und zudem in den Vereinigten Staaten und Europa mehr Zugkraft an den Kinokassen besaßen.

### Dreharbeiten

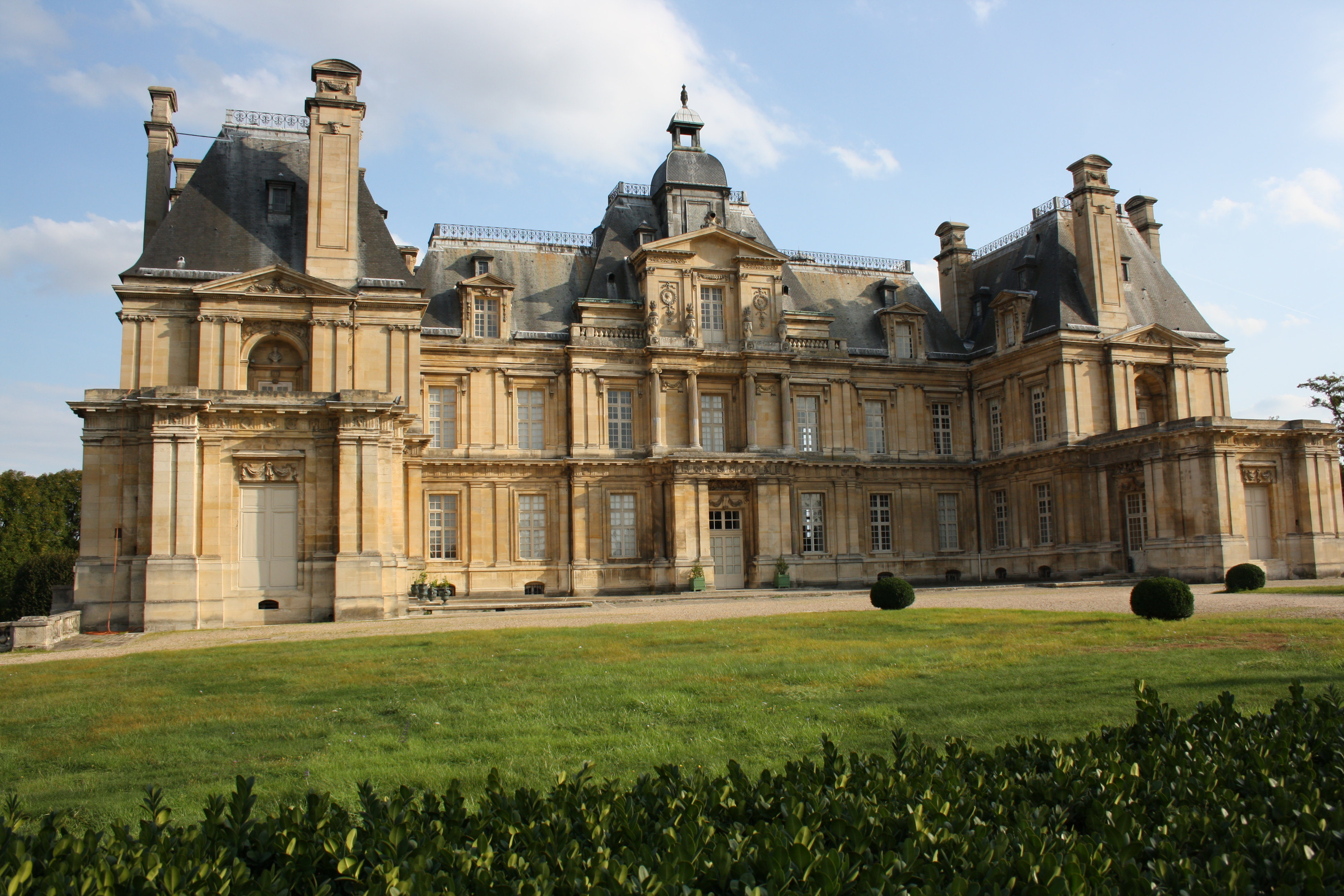
Das Schloss Maisons-Laffitte, ein Drehort des Films

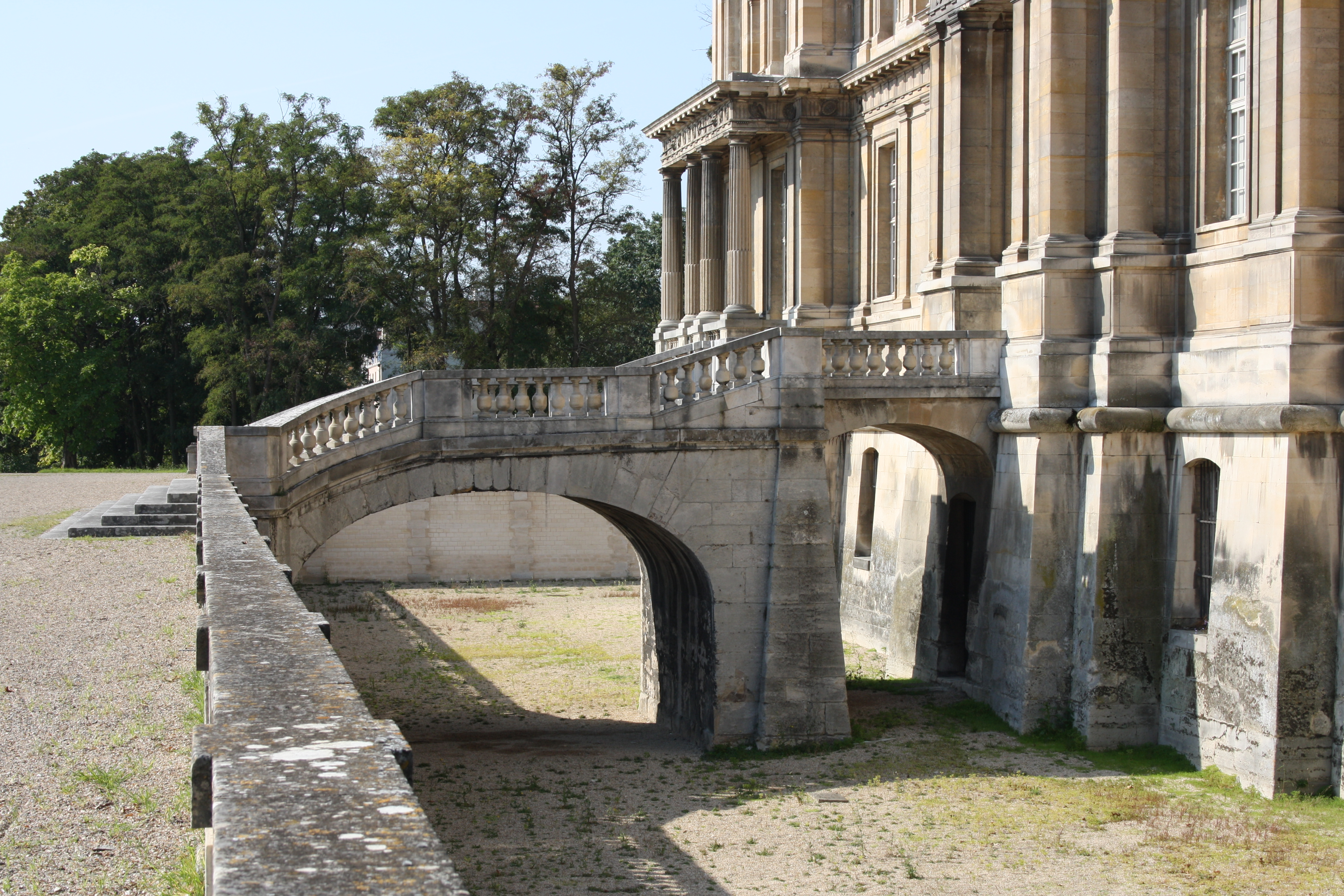
Der Schauplatz des Duells vor Schloss Maisons-Laffitte

Die Dreharbeiten fanden von Ende Mai bis August 1988 in Frankreich im näheren Umfeld von Paris statt. Eine Reihe von Szenen entstand auf Schloss Champs-sur-Marne, das einst von Madame de Pompadour bewohnt wurde. Als Drehort für die Opernaufführungen, bei denen sich die Marquise de Merteuil mehr für das Publikum als für die Darbietungen auf der Bühne interessiert, diente das im 18. Jahrhundert erbaute Théâtre Montansier in Versailles. Bei Valmonts Wohnsitz entschied man sich für das Château de Neuville in Gambais, das aus dem 16. Jahrhundert stammt.
Ein Hauptdrehort war Schloss Maisons-Laffitte, das im Film als Wohnsitz von Madame de Rosemonde zu sehen ist und wo unterhalb einer Treppe das Duell zwischen Valmont und Danceny inszeniert wurde. Die Abbaye du Moncel aus dem 14. Jahrhundert in Pontpoint war als Kloster, in dem Cécile aufwächst, ein weiterer Schauplatz des Films. In der Nähe der Abbaye drehte man auch die Szenen im Dorf, wo sich Valmont um die Bedürftigen kümmert. Weitere Innenaufnahmen entstanden im Château de Poncher in Lésigny, im Château du Saussay in Ballancourt-sur-Essonne sowie auf Schloss Vincennes und Schloss Guermantes. Für das Szenenbild waren dabei Stuart Craig, Gavin Bocquet, Gérard Viard und Gérard James verantwortlich. Die Kostüme kreierte James Acheson.

## Filmmusik
Neben der für den Film komponierten Musik von George Fenton sind auch Kompositionen aus der Zeit des Barock zu hören:
- La cetra, Op. 9, Concerto No. 9 von Antonio Vivaldi
- Ô malheureuse Iphigénie! (Arie aus Iphigénie en Tauride) von Christoph Willibald Gluck
- Ombra mai fù (Arie aus Serse) von Georg Friedrich Händel
- Orgelkonzert Nr. 13 in F von Georg Friedrich Händel
- Konzert für vier Cembali in a-Moll (BWV 1065) von Johann Sebastian Bach

Wie gleich zu Beginn des Films, als Fentons temporeiches Hauptthema in Moll mit Streichern und Trompeten den Vorspann begleitet und direkt im Anschluss Vivaldi während der Morgentoilette der Marquise und des Vicomte zu hören ist, sind die Übergänge zwischen Fentons Musik und den barocken Werken fließend. Die barocken, mit charakteristischem Cembalo gespielten Musikstücke und Fentons klassisch angelegte Kompositionen treten dabei in einen musikalischen Diskurs, bei dem sowohl die Zeit, in der die Handlung spielt, vermittelt als auch die Zeitlosigkeit des Stoffs suggeriert wird. Eingespielt wurde die Musik in den Londoner Abbey Road Studios. Dabei trat Fenton auch als Arrangeur und Dirigent in Erscheinung.
Der Soundtrack von Gefährliche Liebschaften wurde 1989 von Virgin mit insgesamt 19 Kompositionen auf LP, Kassette und CD veröffentlicht.

## Rezeption

### Veröffentlichung
Gefährliche Liebschaften wurde am 16. Dezember 1988 in den Vereinigten Staaten uraufgeführt, wo der Film in der Folge mit rund 34,7 Millionen Dollar mehr als das Doppelte seines Budgets von 14 Millionen Dollar wieder einspielen konnte. Die Kritiker lobten vor allem Glenn Close für ihre darstellerische Leistung. Bei den Verleihungen der Oscars und BAFTAs konnte sie sich in der Kategorie Beste Hauptdarstellerin jedoch nicht gegen die Konkurrenz durchsetzen. Bei insgesamt sieben Oscar-Nominierungen wurde der Film für das Szenenbild, die Kostüme und das Drehbuch ausgezeichnet. Hamptons Drehbuch wurde zudem mit dem BAFTA prämiert, den auch Michelle Pfeiffer als beste Nebendarstellerin gewinnen konnte.
Choderlos de Laclos’ literarische Vorlage wurde fast zeitgleich auch von Miloš Forman unter dem Titel Valmont (1989) mit Colin Firth, Annette Bening und Meg Tilly verfilmt. Diese Version stand jedoch von Anfang an im Schatten ihres Vorgängers und zog bei den Kritikern im direkten Vergleich den Kürzeren. In Eiskalte Engel, einer modernen Adaption des Stoffs aus dem Jahr 1999, spielte Swoosie Kurtz auch die Rolle der Dr. Greenbaum, die ihrer Figur der Madame de Volanges in Gefährliche Liebschaften entspricht.
In Deutschland wurde Gefährliche Liebschaften erstmals am 10. Februar 1989 auf der Berlinale außerhalb des Wettbewerbs gezeigt und am 13. April 1989 in den Kinos veröffentlicht. Im August 1990 erschien die Literaturverfilmung auf Video und im November 2000 auf DVD. Im Jahr 2012 folgte die Veröffentlichung auf Blu-ray.

### Kritiken
„Gefährliche Liebschaften ist ein fesselnder und verlockender Film, aber nicht unwiderstehlich“, schrieb Roger Ebert in der Chicago Sun-Times. Variety sah in dem Film eine „präzise Studie über Sex als Mittel manipulativer Machtspielchen“, die jedoch zu lange brauche, „um in Fahrt zu kommen“. Glenn Close sei „als stolze, heimtückische Merteuil vortrefflich besetzt“, das „eigentliche Problem“ liege bei Malkovichs Valmont. Ihm fehle „der teuflisch verführerische Charme, den ein Valmont braucht, um seine Eroberungen zu machen“. Vincent Canby von der New York Times befand, dass „nichts, was Glenn Close zuvor bereits geboten hat“, an „ihre vielschichtige und komödiantisch delikate Darstellung der Marquise“ heranreiche. Valmont scheine zwar „keine geeignete Rolle für Malkovich zu sein“, doch sei er dennoch „unerwartet gut“. Michelle Pfeiffer sei „eine weitere positive Überraschung“ in der Rolle der keuschen Ehefrau.
Für das Lexikon des internationalen Films war Stephen Frears’ Film eine „formal brillante Umsetzung des Stoffes“. Diese sei „elegant, amüsant und mitunter ausschweifend in der Beschreibung der prachtvollen Salons der adeligen Gesellschaft“, doch besitze sie nicht „den in den früheren Filmen des Regisseurs so markanten kritischen Gegenwartsbezug“. Annette Meyhöfer vom Spiegel zufolge habe Frears mit seiner Adaption „vollendetes Rokoko, Berechnung und Empfindung“ inszeniert. Das Ergebnis sei „meisterhaft“. Dabei sei die „Modernität des Films“ der „Kunst seiner Schauspieler“ zu verdanken. So sei John Malkovich „viril, ordinär, obszön, eine ideale Fehlbesetzung, ein Macho, kein Don Juan, und deshalb unwiderstehlich“. Alle Darsteller habe jedoch Glenn Close mit ihrer Leistung übertroffen. Cinema bezeichnete Gefährliche Liebschaften als „kongenial zynische Adaption des französischen Briefromans von Choderlos de Laclos“, die mit einer „Traumbesetzung“ aufwarten könne.

### Auszeichnungen
Oscar 1989
Gewonnen:

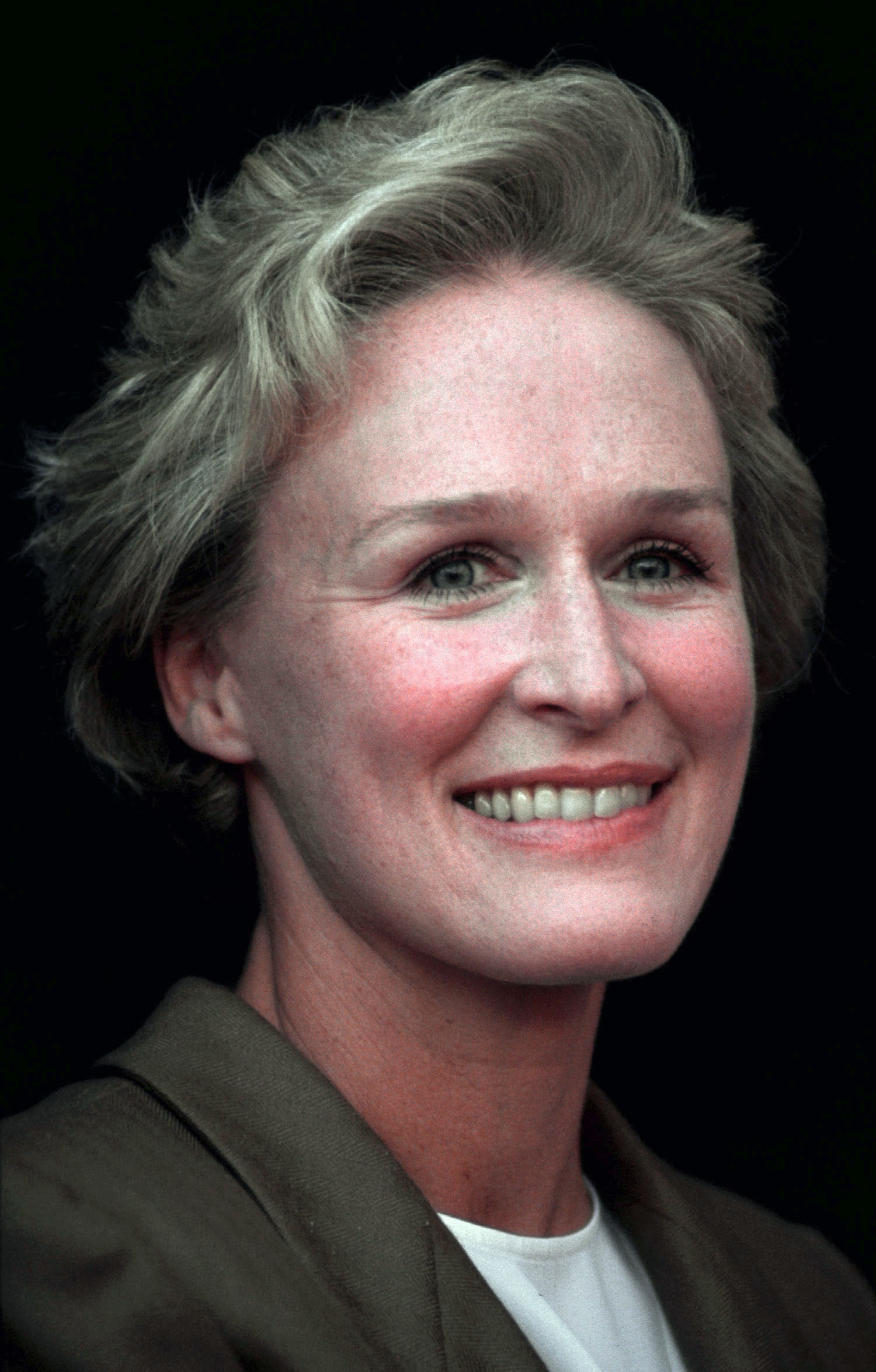
Sowohl für den Oscar als auch für den BAFTA nominiert: Glenn Close (1992)

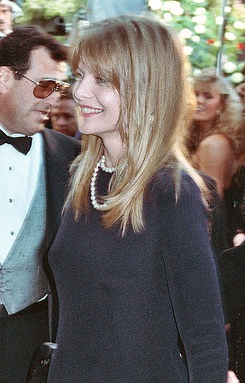
Für den Oscar nominiert und mit dem BAFTA ausgezeichnet: Michelle Pfeiffer (1990)

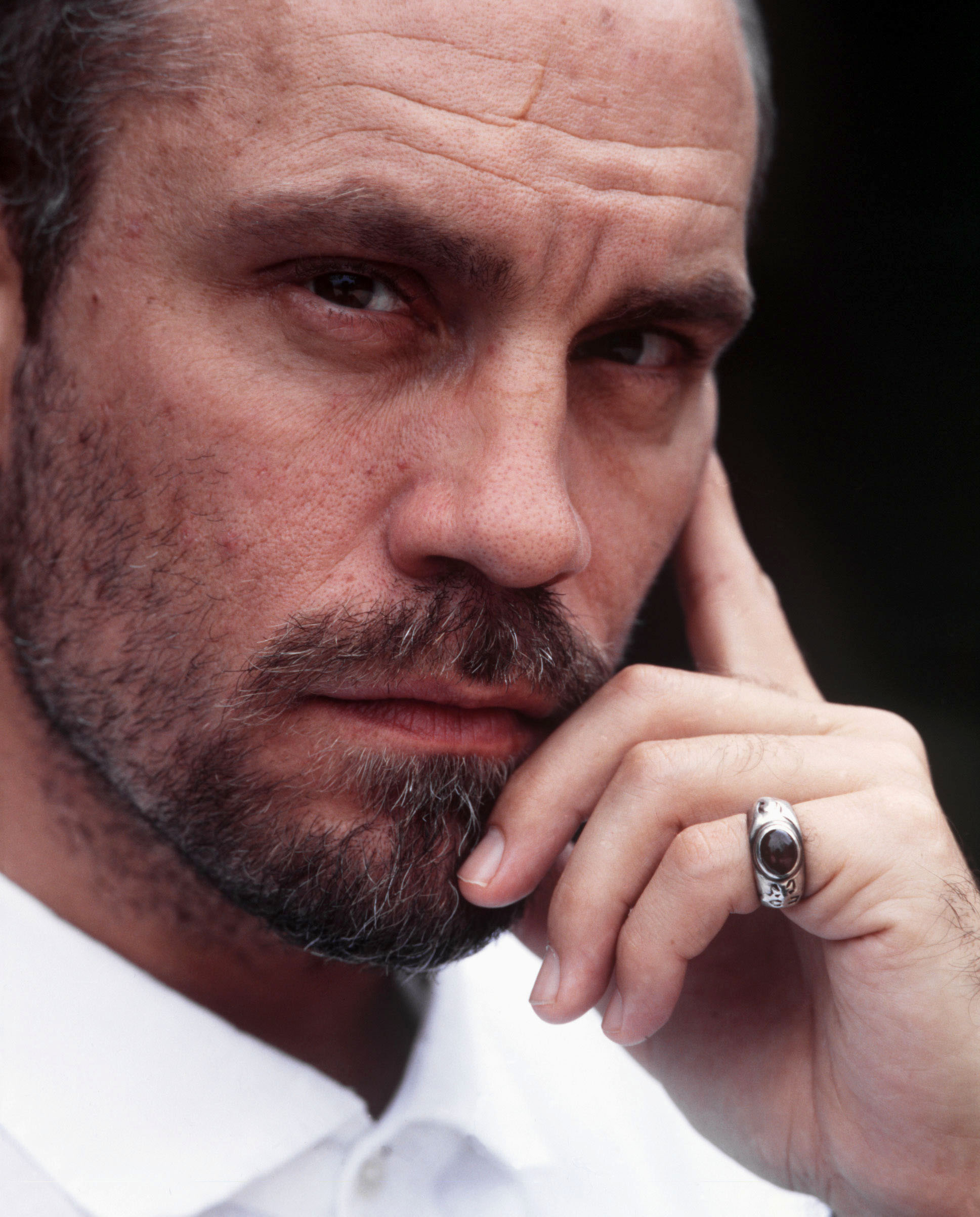
Der für den David di Donatello nominierte John Malkovich (1994)

- Bestes adaptiertes Drehbuch (Christopher Hampton)
- Bestes Szenenbild (Stuart Craig, Gérard James)
- Bestes Kostümdesign (James Acheson)

Nominiert:
- Bester Film
- Beste Hauptdarstellerin (Glenn Close)
- Beste Nebendarstellerin (Michelle Pfeiffer)
- Beste Filmmusik (George Fenton)

British Academy Film Awards 1990
Gewonnen:
- Beste Nebendarstellerin (Michelle Pfeiffer)
- Bestes adaptiertes Drehbuch (Christopher Hampton)

Nominiert:
- Beste Regie (Stephen Frears)
- Beste Hauptdarstellerin (Glenn Close)
- Beste Kamera (Philippe Rousselot)
- Bester Schnitt (Mick Audsley)
- Beste Filmmusik (George Fenton)
- Beste Maske (Jean-Luc Russier)
- Bestes Szenenbild (Stuart Craig)
- Beste Kostüme (James Acheson)

American Society of Cinematographers
- Nominiert in der Kategorie Beste Kamera bei einem Kinofilm (Philippe Rousselot)

Bodil
- Bester nicht-europäischer Film

Boston Society of Film Critics Award
- Beste Regie (Stephen Frears)

British Society of Cinematographers
- Nominiert für den Best Cinematography Award (Philippe Rousselot)

César
- Bester ausländischer Film

Chicago Film Critics Association Award
- Nominiert in der Kategorie Beste Hauptdarstellerin (Glenn Close)
- Nominiert in der Kategorie Beste Nebendarstellerin (Michelle Pfeiffer)

David di Donatello
- Nominiert in der Kategorie Bester ausländischer Schauspieler (John Malkovich)

Fotogramas de Plata
- Bester ausländischer Film

Gilde-Filmpreis
- Bester ausländischer Film

Goldene Kamera
- Beste internationale Schauspielerin (Glenn Close)

Joseph-Plateau-Preis
- Bester ausländischer Film

London Critics’ Circle Film Award
- Bestes Drehbuch (Christopher Hampton)

Nastro d’Argento
- Nominiert in der Kategorie Bester nichtitalienischer Film (Stephen Frears)

National Board of Review Award
- Top Ten Filme

National Society of Film Critics Award
- Nominiert in der Kategorie Beste Nebendarstellerin (Michelle Pfeiffer)
- Nominiert in der Kategorie Beste Kamera (Philippe Rousselot)

Sant-Jordi-Preis
- Bester ausländischer Film
- Bester ausländischer Darsteller (John Malkovich)
- Zuschauerpreis in der Kategorie Bester ausländischer Film

Writers Guild of America Award
- Bestes adaptiertes Drehbuch (Christopher Hampton)

## Deutsche Fassung
Die deutsche Synchronfassung entstand bei der Interopa Film in Berlin nach dem Dialogbuch von Horst Balzer, der auch die Dialogregie führte.
| Rolle                         | Darsteller        | Synchronsprecher       |
| ----------------------------- | ----------------- | ---------------------- |
| Marquise Isabelle de Merteuil | Glenn Close       | Hallgerd Bruckhaus     |
| Vicomte Sébastien de Valmont  | John Malkovich    | Joachim Tennstedt      |
| Madame Marie de Tourvel       | Michelle Pfeiffer | Katja Nottke           |
| Madame de Volanges            | Swoosie Kurtz     | Dagmar Altrichter      |
| Chevalier Raphael Danceny     | Keanu Reeves      | Torsten Sense          |
| Madame de Rosemonde           | Mildred Natwick   | Tilly Lauenstein       |
| Cécile de Volanges            | Uma Thurman       | Petra Barthel          |
| Azolan                        | Peter Capaldi     | Hans-Jürgen Dittberner |
| Emilie                        | Laura Benson      | Alexandra Lange        |